# Mei Ling
Mei Ling è un personaggio della serie di videogiochi Metal Gear, che compare in due capitoli canonici della saga, Metal Gear Solid e Metal Gear Solid 4, nonché in vari altri titoli.

## Apparizioni e storia
(Solid Snake, nella sua prima conversazione con Mei Ling in Metal Gear Solid)
Mei Ling compare per la prima volta in Metal Gear Solid (1998) come giovane ricercatrice formatasi al MIT. È la progettista del radar Soliton e del Codec utilizzati da Solid Snake. Tramite il Codec comunica con lui durante la missione, a fianco di Campbell e Naomi, occupandosi di salvare i dati e di tirare su il morale al protagonista con citazioni di personaggi celebri e proverbi cinesi, che hanno anche lo scopo di consigliarlo saggiamente.
Ricompare in Metal Gear: Ghost Babel (2000) con un ruolo analogo, benché la trama di tale spin-off non sia collegata al titolo precedente, difatti in esso Mei Ling viene presentata a Solid Snake come se i due non si fossero mai conosciuti prima.
Riveste lo stesso ruolo in Metal Gear Solid: The Twin Snakes (2004), remake del titolo del 1998, e in Metal Gear Solid: Digital Graphic Novel (2006) nel quale però non si dedica a salvare i dati. In Metal Gear Solid: Special Missions (1999) è possibile fotografarla da vicino.
È citata e "sostituita" da Otacon all'inizio di Metal Gear Solid 2: Sons of Liberty (2001), dove interviene via Codec a sgridare Otacon se Snake ascolta varie volte le sue lacunose spiegazioni dei proverbi cinesi. Ricompare negli Snake Tales di Metal Gear Solid 2: Substance (2002) come membro dell'organizzazione "Philanthropy", incoraggiando Solid Snake nella caccia al Gurlugon; appare inoltre in Super Smash Bros. Brawl (2008) nei dialoghi presenti a Shadow Moses in modalità "allenamento" se Snake utilizza il Codec.
La sua seconda apparizione canonica nella serie Metal Gear avviene con Metal Gear Solid 4: Guns of the Patriots (2008), nelle vesti di capitano dell'antica corazzata Missouri, che ha il compito di sostenere Solid Snake nella sua ultima missione. All'inizio del secondo atto del gioco, Otacon spiega in proposito: «Dopo il disastro di Shadow Moses, Mei Ling avrebbe potuto darsi all'ippica (…) Pare che sia stata notata da un vecchio ammiraglio libidinoso che l'ha fatta promuovere». Appare infine come personaggio giocante nello spin-off Metal Gear Online.